# 잭 얼람
잭 일램(Jack Elam, 영어 발음: /ˈiːlæm/, 1920년 11월 13일 ~ 2003년 10월 20일)는 미국의 배우이다.

## 출연 작품
- 샤도우 포스 (1992년)
- 우주에서 온 사나이 (1991년) - 더스틴 더스티 맥호웰 역
- 머나먼 여정 (1986년)
- 오로라 인카운터 (1986년)
- 캐논볼 2 (1984년)
- 징크스 (1982년)
- 내일은 태양 (1981년)
- 캐논볼 (1981년)
- 빌런 (1979년)
- 애플 덤플링 갱 2 (1979년)
- 블랙 뷰티 (1978년)
- 바이킹의 혈투 (1978년)
- 검은 호수의 창조물 (1976년)
- 허클베리 핀 (1975년)
- 관계의 종말 (1973년)
- 라스트 레벨 (1971년)
- 서부의 여걸 한니 (1971년)
- 라티고 (1971년)
- 리오 로보 (1970년)
- 옛날 옛적 서부에서 (1968년) - 스네이키 역
- 서부로 가는 길 (1967년)
- 포 포 텍사스 (1963년)
- 마지막 일몰 (1961년)
- 포켓에 가득찬 행복 (1961년)
- 코만체로스 (1961년)
- 엣지 오브 이터너티 (1959년) - 빌 워드 역
- 건 러너스 (1958년)
- 조로 (1957년)
- 바디 페이스 넬슨 (1957년)
- OK 목장의 결투 (1957년)
- 주발 (1956년)
- 파드너스 (1956년)
- 문프릿 (1955년)
- 키스밋(영어판) (1955년)
- 아티스트 & 모델 (1955년)
- 타잔 - 고든 스콧 편 1 (1955년)
- 스타가 아닌 사나이 (1955년)
- 라라미에서 온 사나이 (1955년)
- 키스 미 데들리 (1955년)
- 황야의 추적 (1954년)
- 머나먼 서부 (1954년)
- 베라 크루스 (1954년)
- 카운트 더 아워스 (1953년)
- 온두라스의 약속 (1953년)
- 오명의 목장 (1952년)
- 하이 눈 (1952년)
- 황야의 역마차 (1951년)

### 텔레비전
- 꿈꾸는 낙원 (1978년)
- 불타는 서부 - 77년 시리즈 (1977년)
- 아들과 딸들 (1977년)
- 추격 (1959년)
- 보난자 (1959년)
- 서부의 파라딘 (1957년)
- 딜론 보안관 (1955년)
- 샤이안 (1955년)
- 디즈니랜드 (1954년) - 톰슨 역
- 론 레인저 - 49년 시리즈 (1949년)